# Afroamericans a Arizona
El terme d'afroamericans a Arizona (o afroamericans d'Arizona) es refereix als membres del grup ètnic dels afroamericans que viuen o radiquen a l'estat estatunidenc d'Arizona. El 2010 hi havia 259.008 afroamericans o negres a Arizona, que representaven el 4% del total de la població de l'estat. D'aquests, 135.780 eren homes i 123.228 eren dones.

## Història
Els afroamericans han estat presents a l'actual Arizona des de fa molts anys. Ja al 1528 va arribar el primer afroamericà, Esteban de Dorantes amb els colonitzadors castellans. Esteban era originari de Marroc i era esclau d'un colonitzador castellà. Arribà amb un grup enviat per a capturar a Hernán Cortés a Florida però degut a les malalties i la van anar cap el Golf de Mèxic. Després que fos capturat per indis, Esteban va escapar i, juntament amb el sacerdot Fray Marcos de Niza, va anar amb un grup a buscar les llegendàries Set Ciutats de Cibola. També cal destacar la presència d'afroamericans angloparlants com el cowboy Nat Love i militars de l'exèrcit estatunidenc que lluitaven contra revolucionaris mexicans, indígenes americans i criminals. A més a més, també hi ha presència de dones afroamericanes destacades com les empresàries Elizabeth Hudson Smith i Arya Kackett. Al 1884, afroamericans que lluitaven per a la millora de les condicions de vida dels negres d'Arizona, van formar el Wide-Awake Colored Club a Tucson.
A principis del Segle XX hi va començar a haver un nombre significatiu d'afroamericans que emigraven cap a l'actual Arizona tot i que el seu nombre relatiu va romandre baix. Per exemple, a Phoenix, la capital, només representaven el 3% de la seva població. A aquesta època també cal destacar que es van crear petites poblacions afroamericanes com Flagstaff, McNairy, Miami, Mobile, Randolph i Yuma. Per exemple, a Tucson, en aquesta època hi vivien 86 afroamericans.
A la dècada de 1920 la majoria dels negres d'Arizona vivien a les grans ciutats de l'estat (Phoenix i Tucson). L'auge de les plantacions de cotó i les possibilitats econòmiques, juntament amb la possibilitat de fugir de les lleis Jim Crow dels estats sudistes, van ajudar a una major immigració d'afroamericans a l'estat. El 1926, però hi van començar a haver lleis racistes contra els negres: es va iniciar la segregació racial a les escoles i es van prohibir els matrimonis interracials. A aquesta època, a més, van començar a sorgir grups del Ku Klux Klan.
Tot i que la situació dels afroamericans es va empitjorar durant la Gran Depressió, els negres d'Arizona van resistir a la marginalització. Van crear organitzacions de protesta com la NAACP, la National Urban League i la Universal Negro Improvement Association. Per a lluitar contra la discriminació laboral, el 1931 activistes de Phoenix com James L. Davis, Sidney Scott i H. D. Simpson, van crear la Phoenix Protection League. Algunes associacions de dones afroarizonenques com la Arizona Colored Women's Club i esglésies negres van encapçalar aquesta lluita contra la discriminació racial a l'estat.
Al territori d'Arizona s'hi van enviar molts soldats negres perquè ajudessin a la lluita contra els indígenes nord-americans. Per exemple, el 24è i el 25è regiments d'Infanteria i el 9è i el 10è regiments de caballeria eren de soldats afroamericans. Molts d'aquests soldats es van instal·lar a Fort Huachuca i encara tenen descendents a Arizona en l'actualitat.
A la dècada de 1940 van millorar les relacions interracials en part gràcies a la participació de negres d'Arizona a la Segona Guerra Mundial que va significar el final de la Gran Depressió, cosa que va facilitar l'empreneduria dels afroamericans i va ajudar a una nova onada d'immigració de persones negres. Per altra banda, al finalitzar la guerra, van retornar molts soldats que van tenir problemes per a trobar feina. Això va fer que un gran nombre d'afroamericans emigrés a Arizona per a buscar-hi millors oportunitats. Les organitzacions afroamericanes que lluitaven per als drets civils es van reorganitzar en aquesta època.
Entre els afroamericans que van lluitar per als drets civils a Arizona enre el 1946 i el 1970 hi destaquen personalitats com Opal Ellis, Lincoln Ragsdale, Eugene Grigsby, George Brooks i Cloves Campbell Sr. Al seu costat també hi va haver blancs que també van ajudar-los en aquesta lluita com Herbert Finn, William Mahomey i Manuel Pena. Degut a aquesta lluita fins i tot es van avançar a la resta dels Estats Units amb victòries contra la segregació racial. Per exemple, en aquest estat es va prohibir la segregació escolar al 1953, mentre que a tots els Estats Units es prohibiria un any després.
Tot i que la lluita contra la supremacia blanca i la segregació racial havia ajudat a la unió dels afroamericans d'Arizona, a partir de la dècada de 1970 aquests es van dividir per raons polítiques, econòmiques i socials. Es van iniciar disputes entre els que proposaven la integració i assimilació i entre els que defensaven un nacionalisme negre. A més a més, a l'estat hi va haver col·lectius afroamericans que van gaudir de progrés econòmic i d'estabilitat, mentre que altres van caure en la pobresa.
Després de la dècada de 1990 l'activisme afroamericà va continuar viu a Arizona. Per exemple, es va pressionés perquè es declarés el dia de Martin Luther King com a dia festiu nacional als Estats Units. També en aquesta època hi va haver activisme contra les desigualtats econòmiques entre els blancs i els negres de l'estat, a més de contra la intolerància racial.

## Població i geografia
El 2019 hi havia 259.008 afroamericans o negres a Arizona, que representaven el 4% del total de la població de l'estat. D'aquests, 135.780 eren homes i 123.228 eren dones.
Només hi ha 3 poblacions (d'un total de 239) d'Arizona en les que més del 10% de la seva població total són afroamericans: Rilito (31,75% de 148 habitants), Fort Huachuca (20,6% de 8339 h.) i Glendale Luke Afb (14,07% de 682 habitants). La ciutat important amb un percentatge més alt de població negra és Sierra Vista (6,82% de 39.608 h.), seguida per la seva capital i ciutat més poblada, Phoenix (5,42% de 1.211.093 h.). A Tucson, la segona ciutat d'Arizona, el 3.13% de la seva població és negra. La majoria dels afroamericans d'Arizona viuen en zones urbanes. Això es veu en que 12 de les 30 poblacions en les que hi ha una població afroamericana més destacada són ciutats: Glendale (4,13% de 279.625 h.), Tempe (3,57% de 163.844 h.), Casa Grande (3,42% de 37.949 h.), Chandler (3,24% de 193.164 h.), Peoria (2,83% de 113.904 h.), Surprise (2,68% de 29.316 h.), Mesa (2,38% de 427.939 h.), Gilbert (2,36% de 107.613 h.) i Yuma (2,36% de 125.387 h.). Scottsdale és la ciutat més important amb una proporció d'afroamericans més baixa. Altres ciutats que tenen la proporció d'afroamericans molt baixa són Lake Havasu City (0,3% de 44.724 h.), Prescott (0,43% de 47.209 h.), Sedona (0,44% de 17.032 h.), Sun City (0,54% de 41.443 h.), Apache Junction (0,61% de 56.772 h.) i Bullhead City (1% de 33.933 h.). A Arizona hi ha 49 pobles en les que no hi ha registrat cap afroamericà. En termes absoluts, a les dues ciutats en les que hi ha més afroamericans també són les més poblades d'Arizona: a Phoenix hi ha 65.641 afroamericans i a Tucson n'hi ha 25.193.
Respecte als comtats, els que tenen una proporció més alta d'afroamericans són Maricopa (5,7%), Pinal (4,8%), Cochise (4,7%) i Pima (4%). Hi ha 4 comtats en els que menys de l'1% són negres: Apache (0,7%), Yavapai (0,8%), Santa Cruz (0,8%) i Comtat de Gila (0,8%). La majoria dels afroamericans viuen al sud d'Arizona, mentre que el nord és on hi viuen menys proporció de població negra. Maricopa, que és el comtat amb més habitants, també és el que té una proporció d'afroamericans més alta. En total, en aquest comtat hi viuen 237.573 habitants i al Comtat de Pima, el segon més poblat de l'estat hi viuen 39.210 afroamericans.